# Подострый склерозирующий панэнцефалит
Подострый склерозирующий панэнцефалит (ПСПЭ) (англ. Subacute sclerosing panencephalitis, SSPE, Dawson disease) — прогрессирующее нейродегенеративное, чаще всего смертельное заболевание центральной нервной системы, вызываемое вирусом кори. Заболевание относится к медленным вирусным инфекциям, после первичного инфицированием корью следует бессимптомный период, который длится в среднем 7 лет, но может варьироваться от 1 месяца до 27 лет.
По оценкам, развивается в среднем у 2 из 10 000 переболевших корью, причём основным фактором снижения процента является иммунизация. При классической картине заболевания смерть наступает через 1–3 года
Заболеваемость в странах с развитой медициной составляет 1 случай на 1 млн населения, в Индии достигает до 21 на 1 млн, что связано с уровнем и доступностью медицинской помощи. Имеющиеся у медиков эпидемиологические данные указывают на то, что вакцинация против кори обладает эффективным защитным эффектом против ПСПЭ. Чаще всего ПСПЭ поражает мальчиков и мужчин, обычно в возрасте до 20 лет.